# Royaume de Thomond
Le Royaume puis comté de Thomond est une des entités historiques de l'Irlande qui correspond aux actuels de comtés de Clare et de Limerick ainsi qu'au nord du comté de Tipperary et à une partie du comté d'Offaly.

## Historique
Le royaume, puis comté, de Thomond (irlandais Tuaidh Mumhan - le Munster du nord) est issu du partage définitif du royaume de Munster qui intervint lorsque Toirdelbach Ua Conchobair y voit l'occasion d'assurer sa propre autorité en maintenant le Munster divisé. Pour ce faire il conclut un traité durable à Glanmire (en) en 1118 avec Tadg mac Muiredaig meic Cárthaig, et le reconnait formellement comme le premier roi de Desmond, pendant qu'il concède le Thomond aux fils de Diarmaid Ua Briain : Conchobar mac Diarmata Ua Briain et Toirdhelbach mac Diarmata Ua Briain.Le Munster étant désormais divisé de facto en deux royaumes séparés. Après la mort du roi Domnall Mor mac Toirdhelbach Ua Briain en 1194, cette partie du royaume de Munster resta entre les mains des descendants de Brian Boru, la famille O'Brien, l'autre constituant le Comté d'Ormonde.
Le premier roi de Thomond fut Muirchertach Finn mac Domnaill Móir Ua Briain (détrôné en 1208). Les O'Brien durent lutter contre les invasions des barons anglo-normands. Ces derniers, avec lesquels des alliances matrimoniales furent conclues, intervinrent en effet rapidement dans les inextricables querelles entre les prétendants. De plus la famille de Clare, nouvellement implantée dans l’ouest de l’Irlande, est investie en 1276, en la personne de Thomas de Clare, par le roi Édouard Ier d'Angleterre, de l’ensemble du Thomond sous le nom de Comté de Clare.
Muircheartach mac Toirdhealbhach, 22e roi de Thomond de 1539 à 1551, fut admis dans la noblesse anglo-irlandaise dans le cadre du processus de renonciation et restitution, avec les titres de baron d'Inchiquin et de comte de Thomond. Son fils aîné Diarmaid O'Brien, mort en 1557, fut le second baron d'Inchiquin, pendant que le titre de comte de Thomond fut porté par son cousin-germain Donnchad mac Conchobar Ua Briain, le fils de Conchobar mac Toirdhealbhach Ua Briain, 21e roi de Thomond de 1528 à 1539. Les descendants de ce dernier conservèrent le titre jusqu'à Henry O'Brien, mort en 1741, après qui la dignité de comte de Thomond resta dormante jusqu'en 1800.
En 1654 le descendant de Diarmaid mac Muircheartach, le 6e baron d'Inchiquin, Murrough O'Brien (mort en 1664), reçut le titre de comte d'Inchiquin. Son descendant et homonyme Murrough O'Brien (mort en 1808), 5e comte d'Inchiquin, reçut en 1800 le titre de marquis de Thomond. Après la disparition sans héritier de ses fils William (en 1846) et James (en 1855), les dignités de marquis de Thomond et de comte d'Inchiquin cessèrent d'exister. Celles de baron d'Inchiquin passa à Lucius O'Brien, descendant à la 9e génération de Donough, le fils cadet du dernier roi de Thomond.

## Liste des rois de Thomond
- 1118-1142 : Conchobar Ua Briain ;
- 1118-1167 : Toirdhelbach mac Diarmata Ua Briain ;
- 1167-1194 : Domnall Mor O'Brien ;
- 1194-1210 : Muirchertach Finn mac Domnaill Móir Ua Briain (aveuglé en 1208 et mort 1241) ;
  - 1198-1203 : Conchobar Ruad mac Domnaill Móir Ua Briain (tué 1203) ;
  - 1198-1212 : Muirchertach mac Brian ;
- 1210-1242 : Donnchad Cairbreach mac Domnall Móir Ua Briain ;
- 1242-1268 : Conchobar Ruaid mac Donnchada ;
- 1268-1277 : Brian Ruadh mac Conchobair (tué en 1277) ;
- 1277-1284 : Donnchad mac Briain Ó Briain (tué en 1284) ;
  - 1277-1306 : Thoirdelbach mac Taigd Cael Uisce Ó Briain en opposition ;
- 1306-1311 : Donnchad mac Toirdhelbaich (tué en 1311) ;
- 1311-1313 : Diarmait Cléirech Ó Briain (mort en 1313) ;
- 1313-1316 : Donnchad mac Domnaill Ó Briain (tué en 1317) ;
- 1313-1343 : Muircheartach mac Toirdhelbaich Ó Briain ;
- 1343-1343 : Diarmait mac Toirdhelbaich Ó Briain, déposé ;
- 1343-1350 : Brian Bán mac Domnaill Ó Briain (tué en 1350) ;
- 1350-1360 : Diarmait mac Toirdhelbaich Ó Briain, restauré (mort en 1364) ;
- 1360-1369 : Mathghamhain Maonmhaighe Ó Briain ;
- 1369-1400 : Brian Catha an Aonaigh mac Mathghamhaim, son fils ;
- 1400-1426 : Conchobar mac Mathgamhaim Ó Briain, son frère ;
- 1426-1438 : Tagdh na Glaoidh Mór Ó Briain, son neveu (mort en 1444) ;
- 1438-1444 : Mathghamhaim Dall Ó Briain, son frère ;
- 1444-1459 : Toirdhealbhach Bóg Ó Briain, son frère ;
- 1459-1466 : Tagdh an Chomhaid mac Toirdhealbhach, son fils ;
- 1459-1461 : Donnchadh mac Mathghamhna Daill, son cousin, (compétiteur) ;
- 1466-1496 : Conchobar Mór na Srón mac Toirdhealbhach, son frère ;
- 1496-1498 : Toirdhealbhach an Giolla Dubh mac Toirdhealbhach, son frère ;
- 1498-1528 : Toirdhealbhach Donn Ó Briain, son neveu ;
- 1528-1539 : Conchobhar mac Toirdhealbaig, son fils aîné ;
- 1539-1543 : Muircheartach mac Toirdhealbaig, son frère.

## Liste des comtes de Thomond
- 1543-1551 : Muircheartach mac Toirdhealbaig 1er comte de Thomond ;
- 1551-1553 : Donnchadh mac Conchobhair, son neveu ;
- 1553-1581 : Conchobar mac Donnchaidh, son fils ;
  - 1553-1558 & 1563-1564: Donnell O'Brien, son oncle prétendant ;
- 1581-1624 : Donogh O'Brien (4e comte de Thomond) (en) ;
- 1624-1639 : Henry O'Brien (5e comte de Thomond) (en), son fils ;
- 1639-1657 : Barnabas O'Brien (6e comte de Thomond) (en), son frère ;
- 1657-1691 : Henry, son fils ;
- 1691-1741 : Henry, son petit-fils, fils de Henry, Lord Ibrackan mort en 1690.

La dignité de comte de Thomond est dormante jusqu'en 1800.

## Liste des barons puis comtes d'Inchiquin
- 1543-1551 : Muircheartach mac Toirdhealbaig 1er Baron d'Inchiquin ;
- 1551-1557 : Diarmaid mac Muircheartach (en), son fils ;
- 1557-1573 : Muirchearteach (en) (anglais : Murrough), son fils ;
- 1573-1597 : Murrough (en), son fils ;
- 1597-1624 : Diarmaid (en) (anglais: Dermot), son fils ;
- 1624-1674 : Murrough 1er comte d'Inchiquin en 1654, son fils ;
- 1674-1691 : William, son fils ;
- 1691-1719 : William, son fils ;
- 1719-1777 : William, son fils aîné ;
- 1777-1808 : Murrough, comte et marquis de Thomond en 1800. Son neveu, fils de James fils cadet de William (mort en 1719) ;
- 1808-1846 : William, son fils ;
- 1846-1855 : James, son frère.

Les dignités de marquis de Thomond et de comte d'Inchiquin cessent d'exister.
- 1855-1872 : Lucius (en), son cousin au 9ème degré ;
- 1872-1900 : Edward (en), son fils ;
- 1900-1929 : Lucius (en), son fils ;
- 1929-1968 : Donough (en), son fils ;
- 1968-1982 : Phaedrig (en), son frère ;
- 1982-2023 : Conor (en), son frère ;
- Depuis 2023 : Conor, son cousin éloigné, arrière-petit-fils d'Edward O'Brien (en) ;